# Westafrikanische Giraffe
Die Westafrikanische Giraffe oder Nigrische Giraffe (Giraffa camelopardalis peralta) ist eine Unterart der Nord-Giraffe (Giraffa camelopardalis).

## Verbreitung

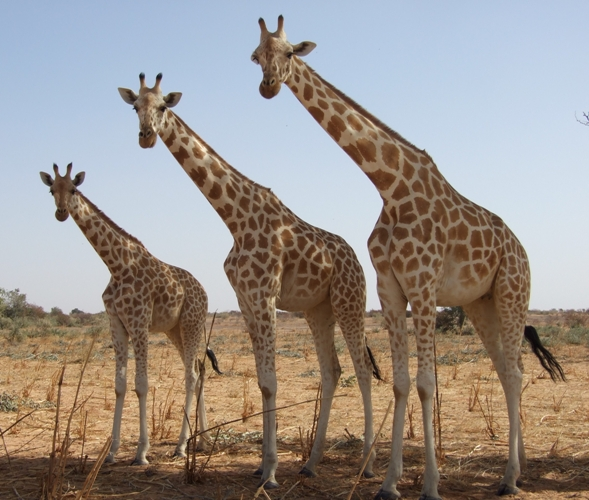
Giraffen in Kouré, Niger

Einst kam die Westafrikanische Giraffe in weiten Teilen Westafrikas vor. Ursprünglich wurden auch die Giraffen der Sahelzone östlich des Tschadsees, etwa jene im Waza-Nationalpark, dieser Unterart zugerechnet.
Genetischen Studien zufolge gehören die Giraffen der Sahelzone, die östlich des Tschadsees leben, jedoch nicht zur Westafrikanischen Unterart G. c. peralta, sondern zu jener der Kordofan-Giraffen (Giraffa camelopardalis antiquorum). In europäischen zoologischen Gärten würden dann ebenfalls keine Westafrikanischen Giraffen, sondern allenfalls Kordofan-Giraffen gehalten.

## Gefährdung
Mitte der 1990er Jahre lebten aufgrund von Lebensraumzerstörung und Wilderei weniger als 50 Individuen der Westafrikanischen Giraffe in Niger. Mittlerweile hat sich der Bestand in der Region Niamey auf mehr als 220 erhöht. Dies kam hauptsächlich durch ein Jagdverbot auf Giraffen und die finanzielle Unterstützung der örtlichen Bevölkerung zustande. Ziel ist es, einen Bestand von mindestens 400 Tieren zu erreichen, so dass das Überleben dieser Unterart gesichert ist.

## Haltung in zoologischen Gärten
Aufgrund des geringen wild lebenden Bestandes werden Westafrikanische Giraffen selten in zoologischen Gärten gehalten.